# La Baconnière
Pour les articles homonymes, voir La Baconnière (homonymie).
La Baconnière est une commune française, située dans le département de la Mayenne en région Pays de la Loire, peuplée de 1 964 habitants.

## Géographie

### Communes limitrophes
Les communes limitrophes sont Saint-Hilaire-du-Maine, Andouillé, Le Bourgneuf-la-Forêt, Chailland et Saint-Ouën-des-Toits.
| Saint-Hilaire-du-Maine                      | Saint-Hilaire-du-Maine | Chailland            |
| Le Bourgneuf-la-Forêt                       | La Baconnière          | Andouillé            |
| Le Bourgneuf-la-Forêt, Saint-Ouën-des-Toits | Saint-Ouën-des-Toits   | Saint-Ouën-des-Toits |

### Géologie
La commune repose sur le bassin houiller de Laval daté du Culm, du Viséen supérieur et du Namurien (daté entre -346 et -315 millions d'années),.

### Climat
Pour des articles plus généraux, voir Climat des Pays de la Loire et Climat de la Mayenne.
En 2010, le climat de la commune est de type climat océanique altéré, selon une étude du CNRS s'appuyant sur une série de données couvrant la période 1971-2000. En 2020, Météo-France publie une typologie des climats de la France métropolitaine dans laquelle la commune est exposée à un climat océanique et est dans la région climatique Bretagne orientale et méridionale, Pays nantais, Vendée, caractérisée par une faible pluviométrie en été et une bonne insolation.
Pour la période 1971-2000, la température annuelle moyenne est de 10,8 °C, avec une amplitude thermique annuelle de 13,7 °C. Le cumul annuel moyen de précipitations est de 846 mm, avec 13,1 jours de précipitations en janvier et 7,7 jours en juillet. Pour la période 1991-2020, la température moyenne annuelle observée sur la station météorologique de Météo-France la plus proche, sur la commune de Chailland à 5 km à vol d'oiseau, est de 11,5 °C et le cumul annuel moyen de précipitations est de 859,5 mm,. Pour l'avenir, les paramètres climatiques de la commune estimés pour 2050 selon différents scénarios d'émission de gaz à effet de serre sont consultables sur un site dédié publié par Météo-France en novembre 2022.

## Urbanisme

### Typologie
Au 1er janvier 2024, La Baconnière est catégorisée bourg rural, selon la nouvelle grille communale de densité à sept niveaux définie par l'Insee en 2022.
Elle est située hors unité urbaine. Par ailleurs la commune fait partie de l'aire d'attraction de Laval, dont elle est une commune de la couronne,. Cette aire, qui regroupe 66 communes, est catégorisée dans les aires de 50 000 à moins de 200 000 habitants,.

### Occupation des sols

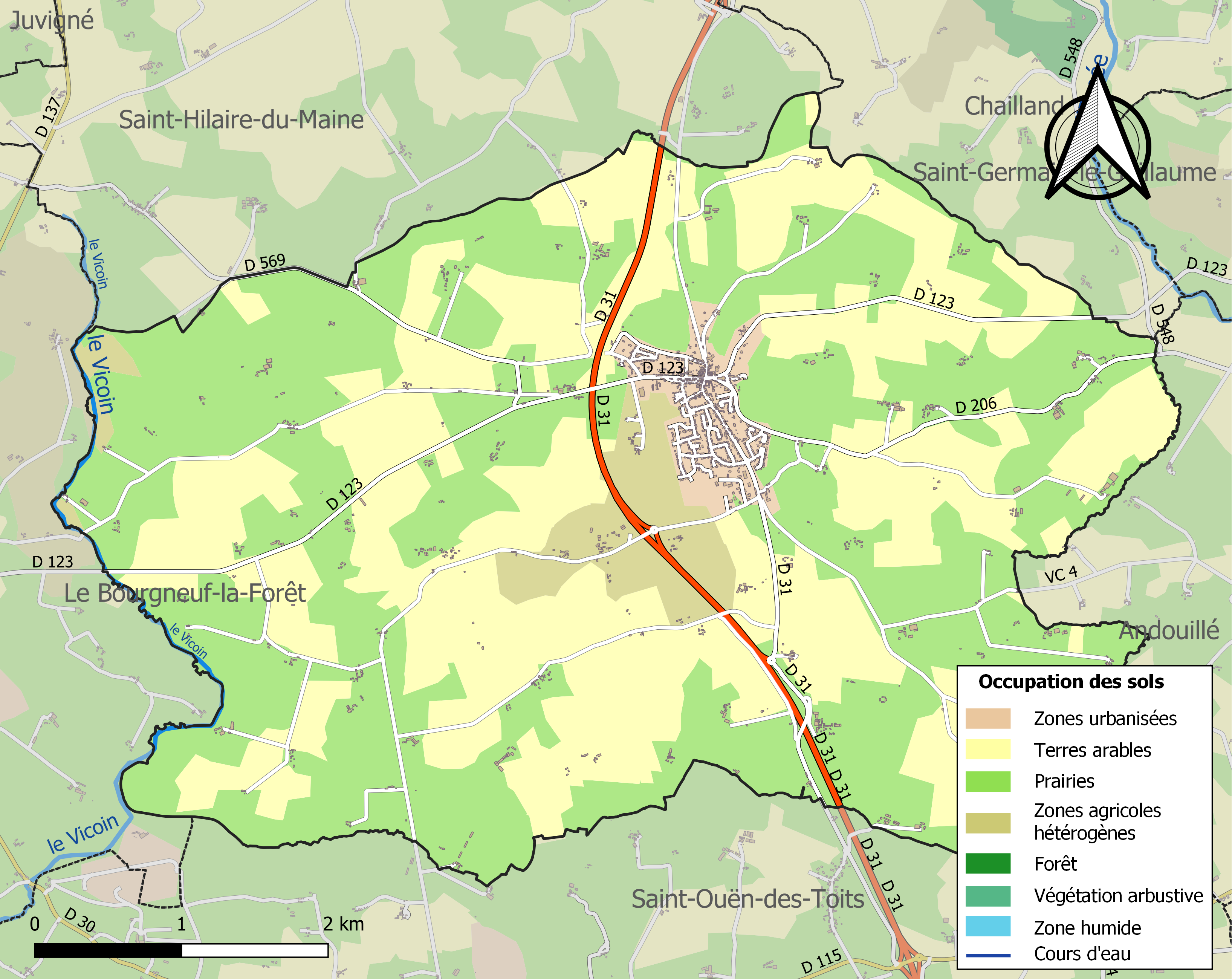
Carte des infrastructures et de l'occupation des sols de la commune en 2018 (CLC).

L'occupation des sols de la commune, telle qu'elle ressort de la base de données européenne d’occupation biophysique des sols Corine Land Cover (CLC), est marquée par l'importance des territoires agricoles (97 % en 2018), en diminution par rapport à 1990 (98,6 %). La répartition détaillée en 2018 est la suivante : 
prairies (51,5 %), terres arables (40,7 %), zones agricoles hétérogènes (4,7 %), zones urbanisées (3 %). L'évolution de l’occupation des sols de la commune et de ses infrastructures peut être observée sur les différentes représentations cartographiques du territoire : la carte de Cassini (XVIIIe siècle), la carte d'état-major (1820-1866) et les cartes ou photos aériennes de l'IGN pour la période actuelle (1950 à aujourd'hui).

### Habitat et logement
En 2018, le nombre total de logements dans la commune était de 771, alors qu'il était de 708 en 2013 et de 617 en 2008.
Parmi ces logements, 88 % étaient des résidences principales, 3,2 % des résidences secondaires et 8,8 % des logements vacants. Ces logements étaient pour 98,7 % d'entre eux des maisons individuelles et pour 1,2 % des appartements.
Le tableau ci-dessous présente la typologie des logements à la La Baconnière en 2018 en comparaison avec celle de la Mayenne et de la France entière. Une caractéristique marquante du parc de logements est ainsi une proportion de résidences secondaires et logements occasionnels (3,2 %) inférieure à celle du département (5,3 %) et à celle de la France entière (9,7 %). Concernant le statut d'occupation de ces logements, 76 % des habitants de la commune sont propriétaires de leur logement (74,6 % en 2013), contre 66,7 % pour la Mayenne et 57,5 % pour la France entière.
| Typologie                                               | La Baconnière | Mayenne | France entière |
| ------------------------------------------------------- | ------------- | ------- | -------------- |
| Résidences principales (en %)                           | 88            | 85,6    | 82,1           |
| Résidences secondaires et logements occasionnels (en %) | 3,2           | 5,3     | 9,7            |
| Logements vacants (en %)                                | 8,8           | 9,1     | 8,2            |

### Risques naturels et technologiques
10 % du territoire communal est inconstructible en raison des risques d'affaissement et effondrement miniers.

## Toponymie
Le nom de la localité est attesté sous la forme Baconneria en 1125. Le toponyme serait issu de l'anthroponyme germanique Bacco.
Le gentilé est Baconnérien.

### Description

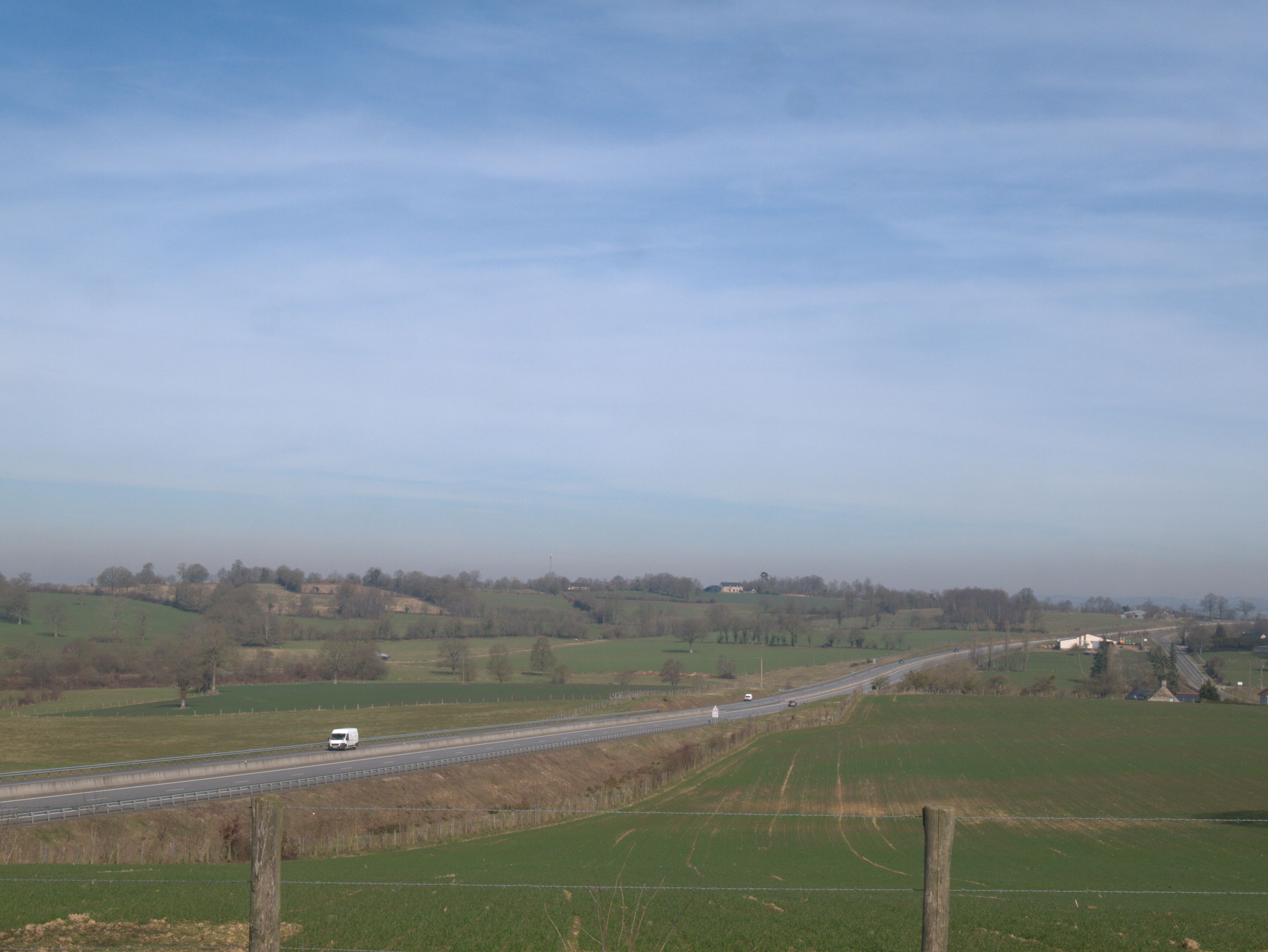
La RD 31 contourne le village par une Quatre voies

## Histoire

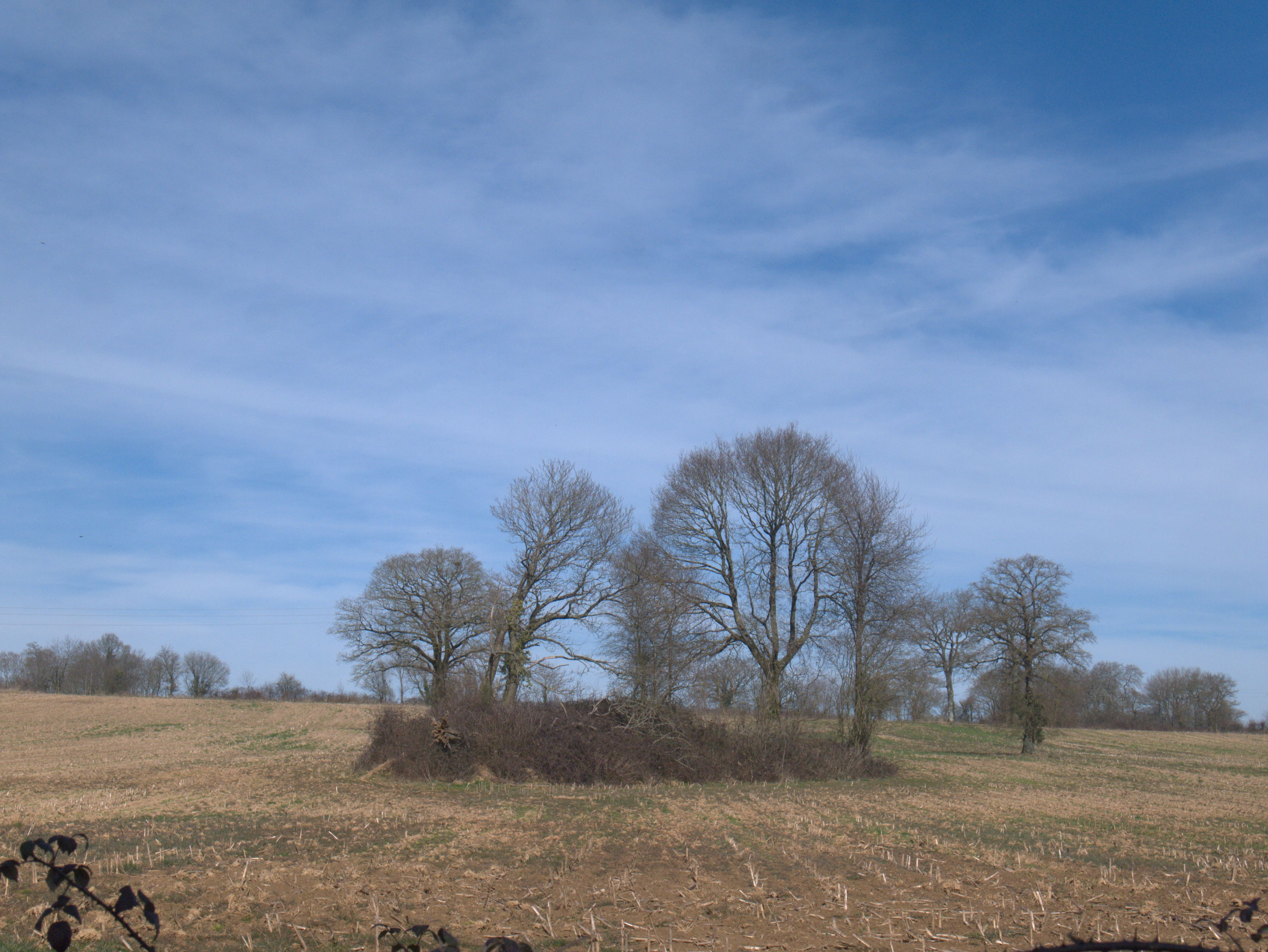
Le terril de l'ancienne mine.

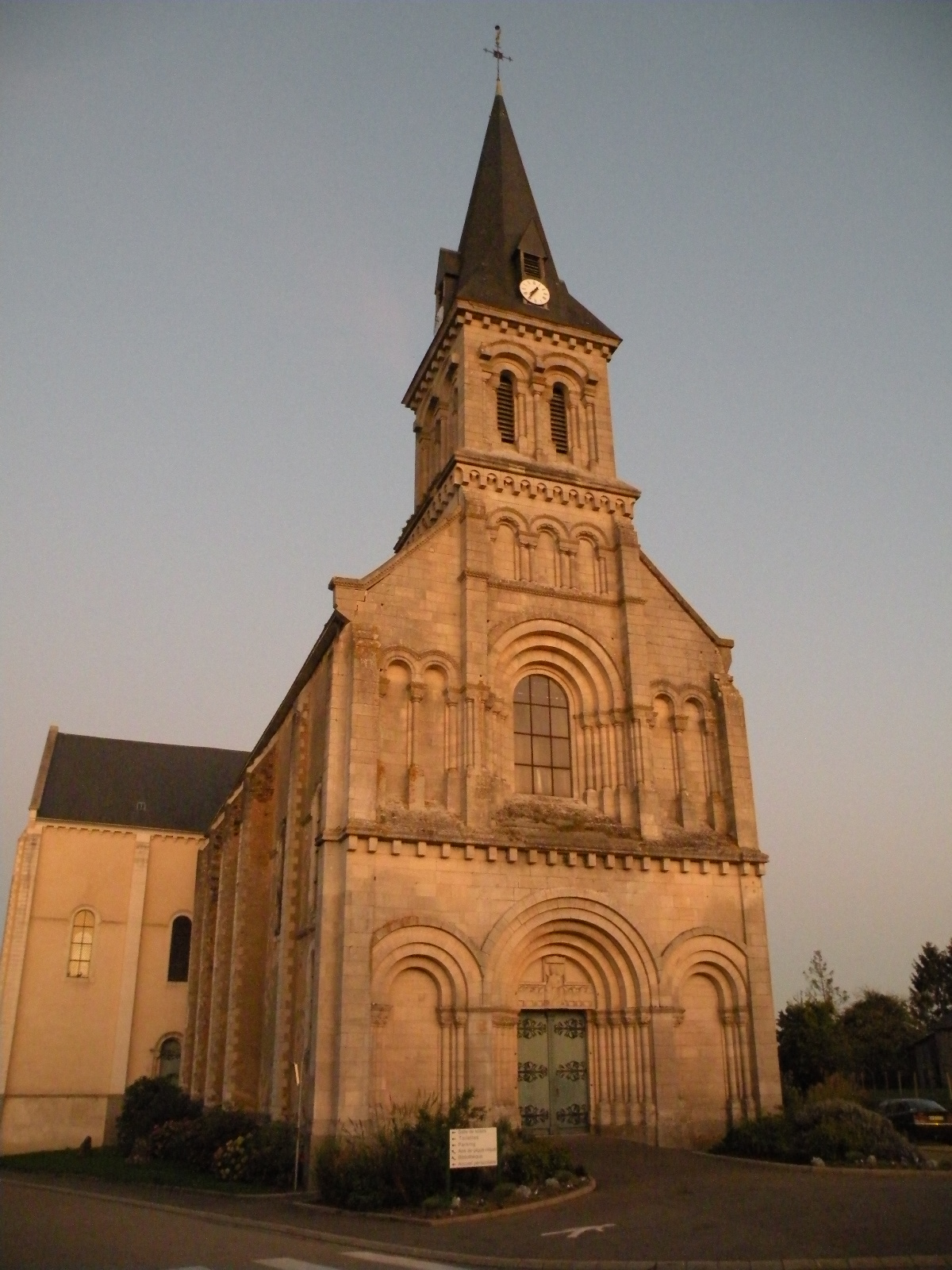
L'église Saint-Corneille-et-Saint-Cyprien en 2011

Des mines de charbon sont exploitées de 1834 à 1869,.
L'église Saint-Corneille-et-Saint-Cyprien, construite de 1864 à 1869, présente dès l'origine de nombreuses malfaçons et d'importantes détériorations sont  constatées dans les années 1920 et en 1940. Sa fermeture est ordonnée pour des raisons de sécurité par arrêté préfectoral de mai 2014. La travaux de remise en état nécessitent de  rénover entièrement la toiture et la charpente pour que l’édifice reste hors de l’eau, mais la situation est aggravée par la tempête Miguel de juin 2019 qui arrache une partie du toit et fait s'effondrer une autre partie. Le coût des travaux est évalué entre 1,5 et six millions d'euros, ce qui ne peut être retenu. 
L'église est désacralisée le 30 novembre 2022 et désaffectée le 20 février 2023 par un arrêté préfectoral qui prévoit dans le cas de démolition la mise en place d'une trace mémorielle et la sauvegarde par déplacement de la cloche classée et des verrières d'Auguste Alleaume. Une ultime messe est célébrée en avril 2023, et la démolition intervient à partir du 31 juillet 2023,.
La cloche de l'église, datant de 1584, est classée à titre d'objet aux Monuments historiques.

L'église Saint-Corneille-et-Saint-Cyprien
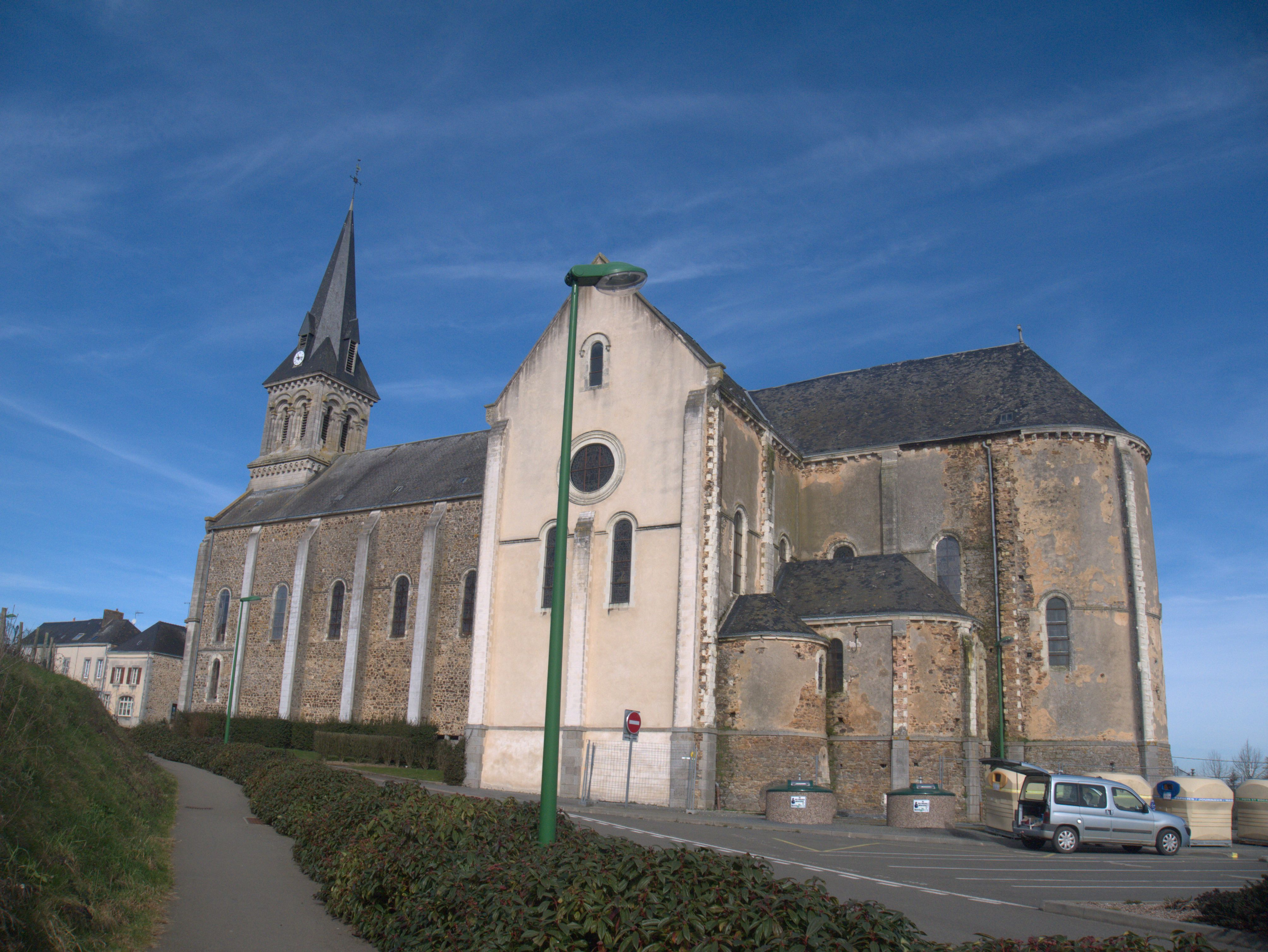
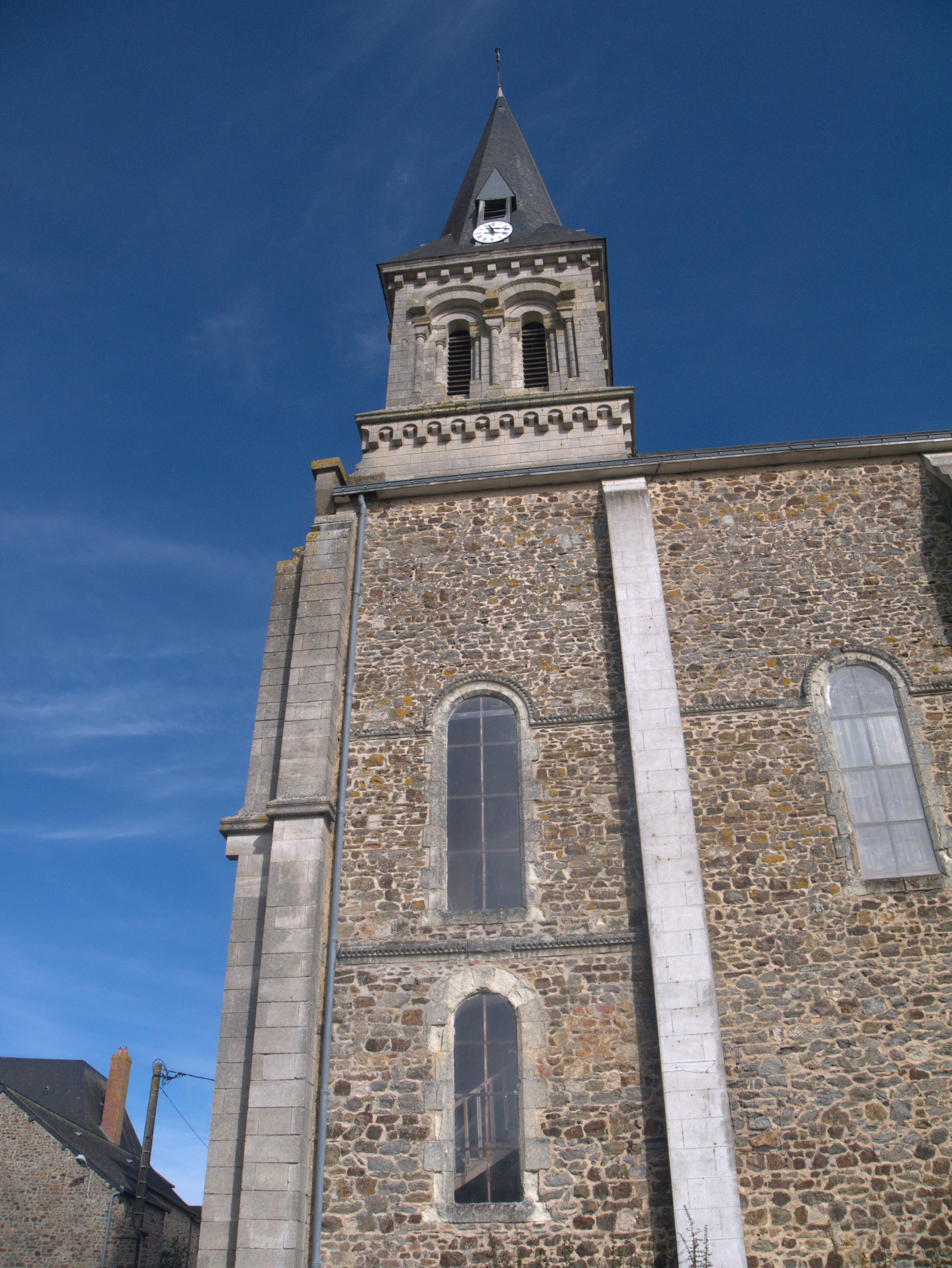
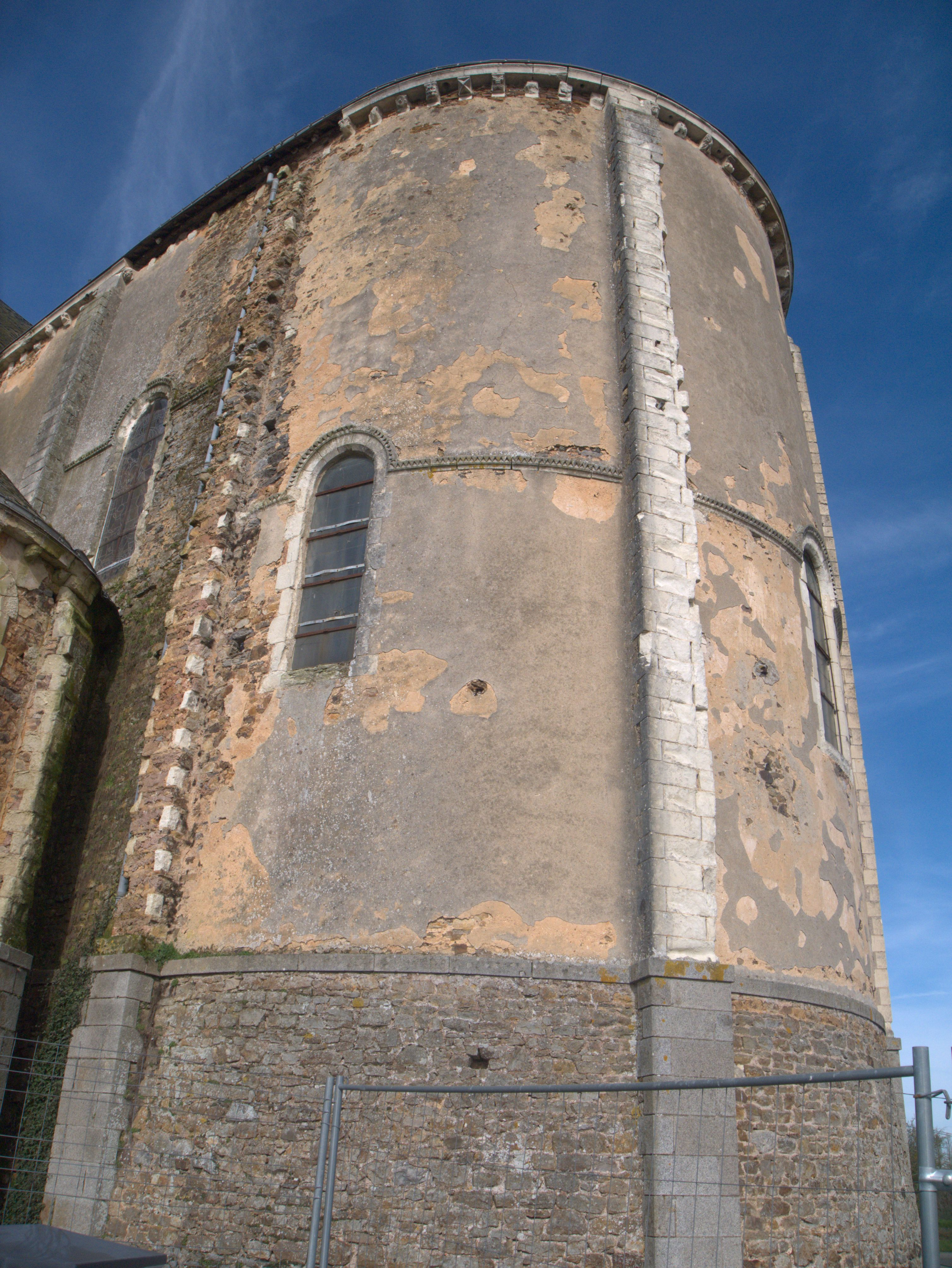

## Politique et administration

### Rattachements administratifs et électoraux

#### Rattachements administratifs
La commune se trouve dans l'arrondissement de Laval du département de la Mayenne.
Elle faisait partie depuis 1801 du canton de Chailland. Dans le cadre du redécoupage cantonal de 2014 en France, cette circonscription administrative territoriale a disparu, et le canton n'est plus qu'une circonscription électorale.

#### Rattachements électoraux
Pour les élections départementales, la commune fait partie depuis 2014 du canton d'Ernée
Pour l'élection des députés, elle fait partie de la troisième circonscription de la Mayenne.

### Intercommunalité
La Baconnière est membre de la communauté de communes de l'Ernée, un établissement public de coopération intercommunale (EPCI) à fiscalité propre créé en 1994 sous le nom de communauté de communes du pays de l'Ernée et auquel la commune a transféré un certain nombre de ses compétences, dans les conditions déterminées par le code général des collectivités territoriales.

### Tendances politiques et résultats
Lors du premier tour des élections municipales de 2014 en Mayenne, la liste DVD menée par Jean-Louis Desmot — soutenue par la maire sortante Martine Duval, qui ne se représente pas — obtient la majorité absolue des suffrages exprimés, avec 492 voix (65,68 %, 16 conseillers municipaux élus dont 2 communautaires, devançant très largement celle, également DVD, menée par  Dominique Barroche, qui a recueillie 257 voix (34,31 %, 3 conseillers municipaux élus).
Lors de ce scrutin27,20 % des électeurs se sont abstenus. 	
Lors du premier tour des  élections municipales de 2020 en Mayenne, la liste menée David Besneux obtient  la majorité absolue des suffrages exprimés, avec 391 voix (60,90 %, 16 conseillers municipaux élus dont 2 communautaires), devançant très largement celle menée par Chantal Clément, qui a recueillie 251 voix (39,09 %, 3 conseillers municipaix élus dont 1 communautaire.
Lors de ce scrutin marqué par la pandémie de Covid-19 en France, 44,12 % des électeurs se sont abstenus

### Administration municipale
Compte tenu de la population de la commune, son conseil municipal est composé de dix-neuf membres dont le maire ses adjoints.
Pour le mandat 2020-2026, la municipalité est constituée du maire et de cinq adjoints.

### Jumelages

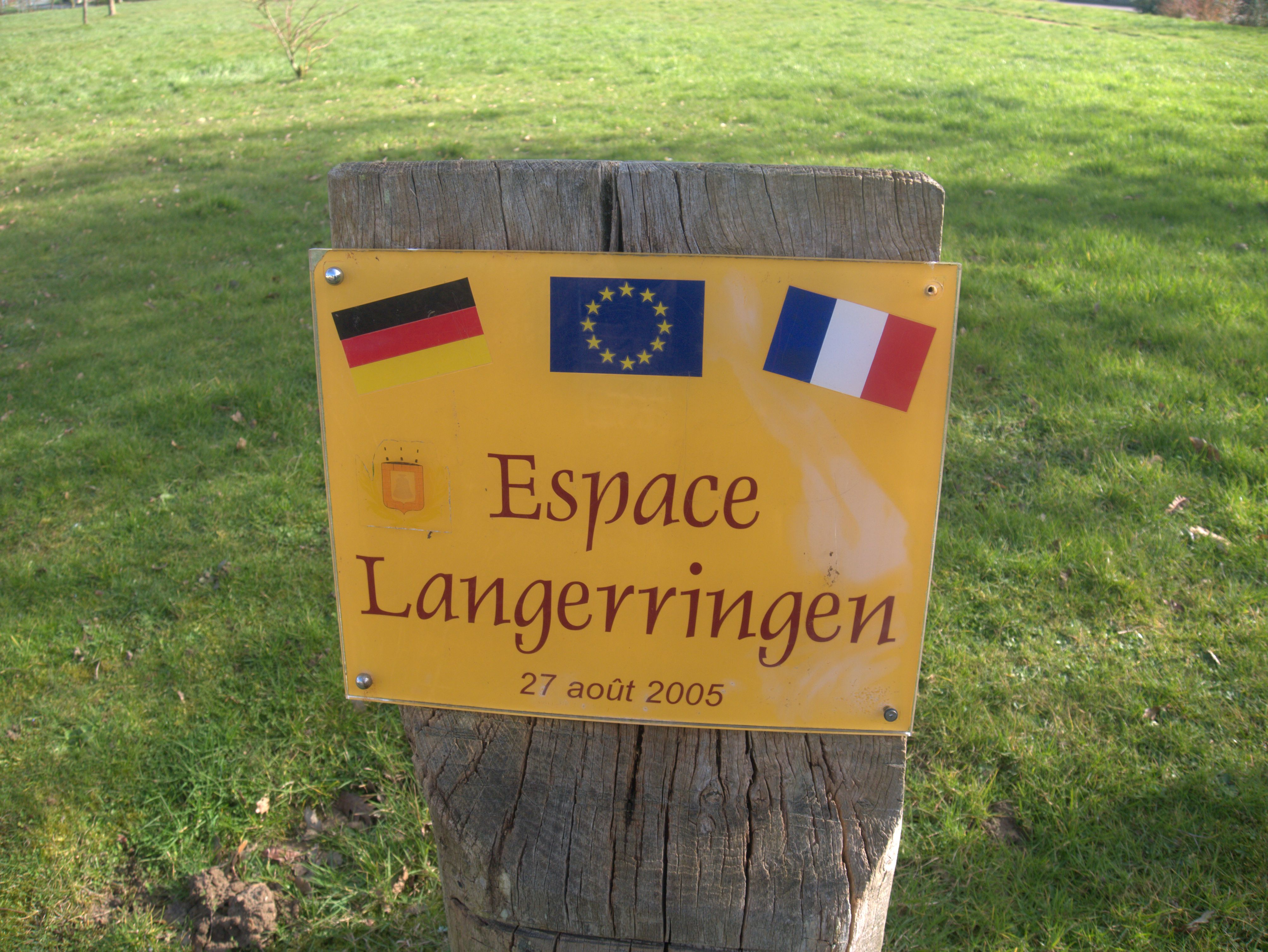
Plaque de jumelage.

- Langerringen (Allemagne) depuis 2000, dans l'arrondissement d'Augsbourg, en Bavière.

## Équipements et services publics
- École Leny Escudero.

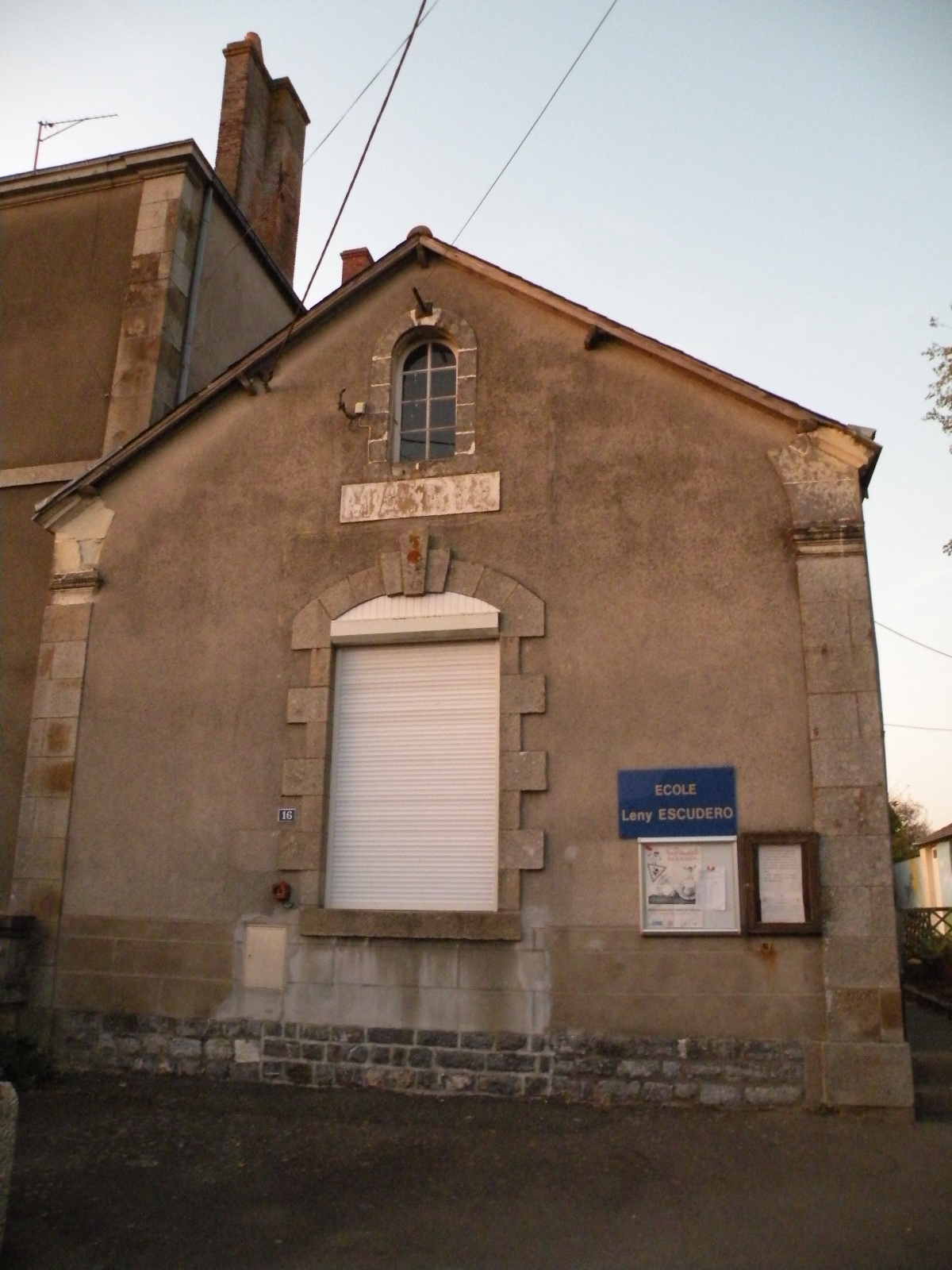
L'école Leny-Escudero, ancienne mairie.
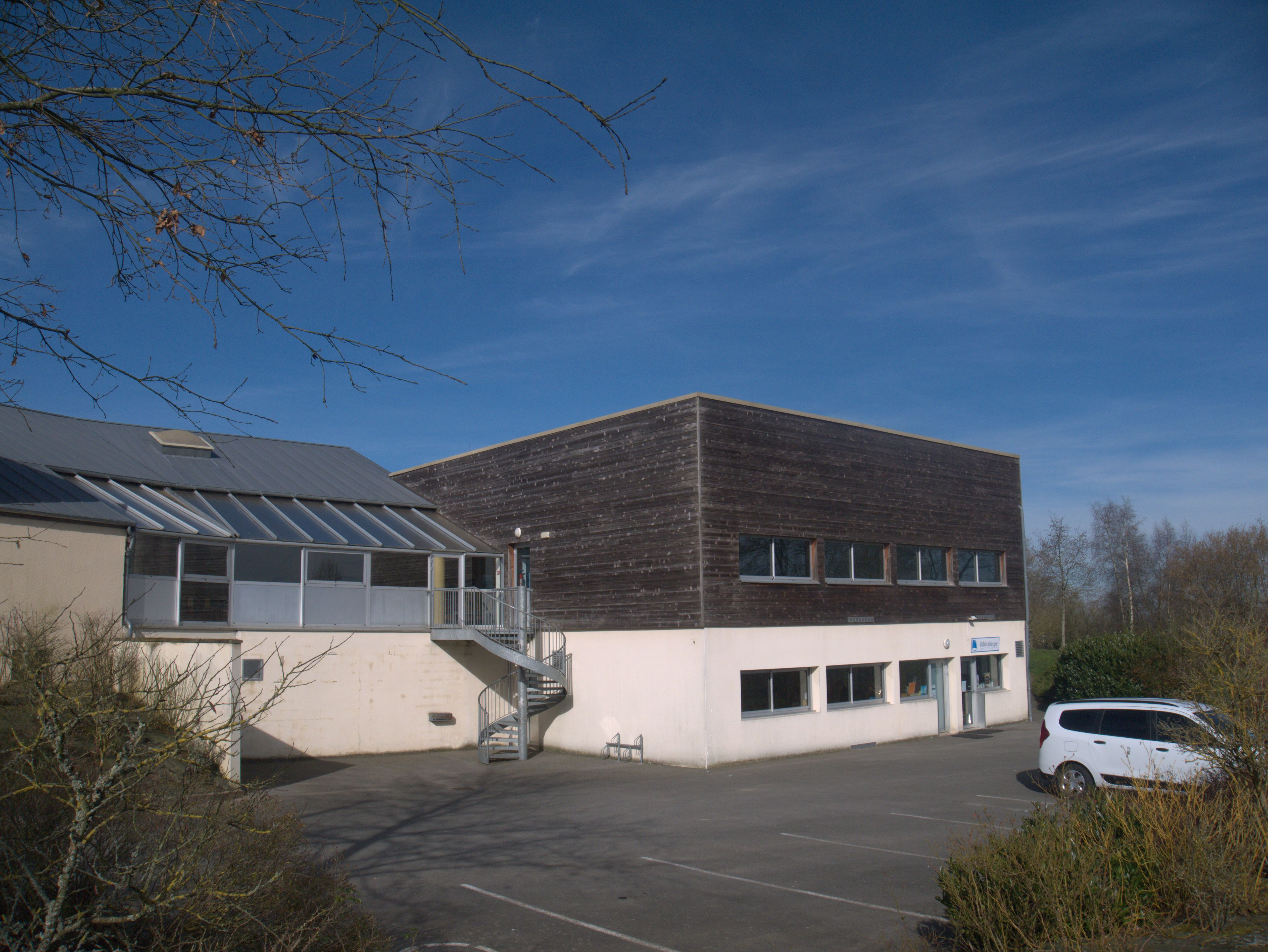
La bibliothèque.

## Population et société

### Démographie
L'évolution du nombre d'habitants est connue à travers les recensements de la population effectués dans la commune depuis 1793. Pour les communes de moins de 10 000 habitants, une enquête de recensement portant sur toute la population est réalisée tous les cinq ans, les populations de référence des années intermédiaires étant quant à elles estimées par interpolation ou extrapolation. Pour la commune, le premier recensement exhaustif entrant dans le cadre du nouveau dispositif a été réalisé en 2004.

En 2022, la commune comptait 1 964 habitants, en évolution de +2,13 % par rapport à 2016 (Mayenne : −0,73 %, France hors Mayotte : +2,11 %).
| 1793  | 1800  | 1806  | 1821  | 1831  | 1836  | 1841  | 1846  | 1851  |
| ----- | ----- | ----- | ----- | ----- | ----- | ----- | ----- | ----- |
| 1 800 | 1 546 | 1 201 | 1 584 | 1 916 | 2 180 | 2 420 | 2 742 | 2 792 |

| 1856  | 1861  | 1866  | 1872  | 1876  | 1881  | 1886  | 1891  | 1896  |
| ----- | ----- | ----- | ----- | ----- | ----- | ----- | ----- | ----- |
| 2 762 | 2 681 | 2 514 | 2 212 | 2 093 | 1 902 | 1 832 | 1 674 | 1 654 |

| 1901  | 1906  | 1911  | 1921  | 1926  | 1931  | 1936  | 1946  | 1954  |
| ----- | ----- | ----- | ----- | ----- | ----- | ----- | ----- | ----- |
| 1 559 | 1 428 | 1 376 | 1 116 | 1 126 | 1 144 | 1 087 | 1 082 | 1 012 |

| 1962 | 1968 | 1975 | 1982  | 1990  | 1999  | 2004  | 2006  | 2009  |
| ---- | ---- | ---- | ----- | ----- | ----- | ----- | ----- | ----- |
| 929  | 905  | 875  | 1 037 | 1 152 | 1 194 | 1 403 | 1 467 | 1 538 |

| 2014  | 2019  | 2022  | - | - | - | - | - | - |
| ----- | ----- | ----- | - | - | - | - | - | - |
| 1 845 | 1 923 | 1 964 | - | - | - | - | - | - |

### Sports et loisirs
En septembre 2013, la commune inaugure l’Espace François Legrand, complexe multi-sports qui, outre de classiques terrains de sports, inclut aussi un espace escalade de type bloc de niveau national. Le chantier de ce complexe avait démarré en 2012.
L'Association sportive La Baconnière fait évoluer trois équipes de football en divisions de district.

## Culture locale et patrimoine

### Lieux et monuments

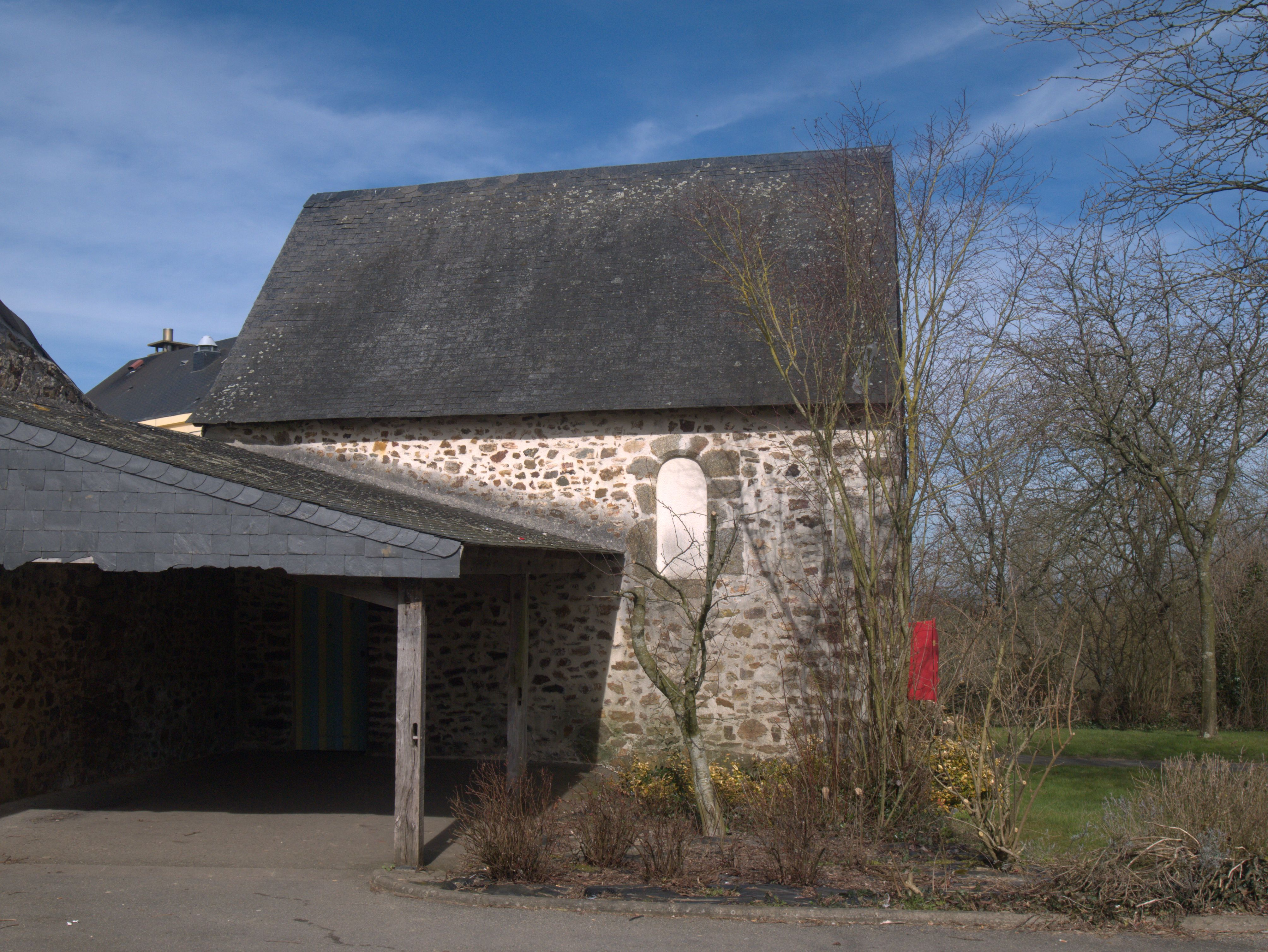
La chapelle des Ormeaux
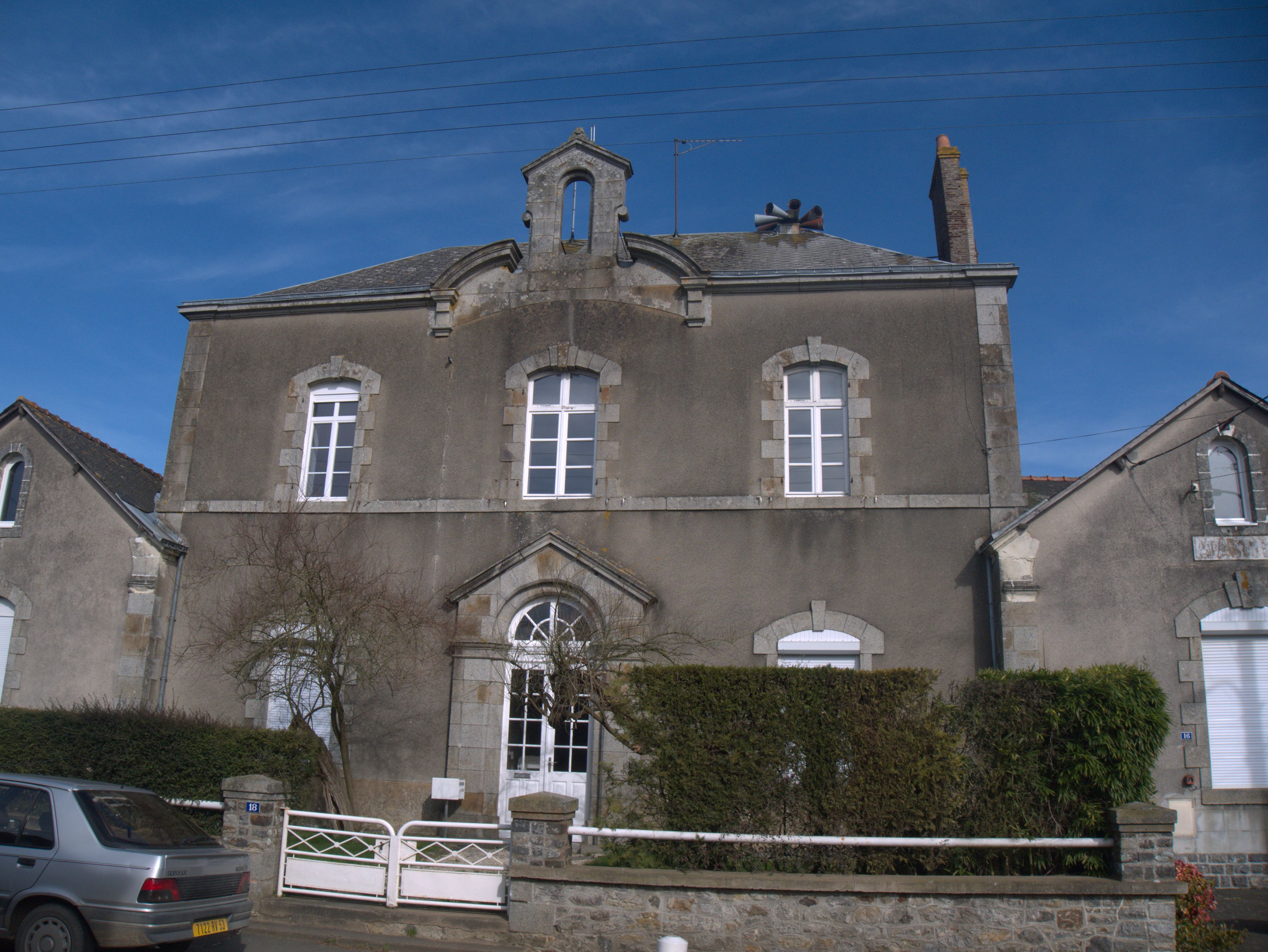
École.
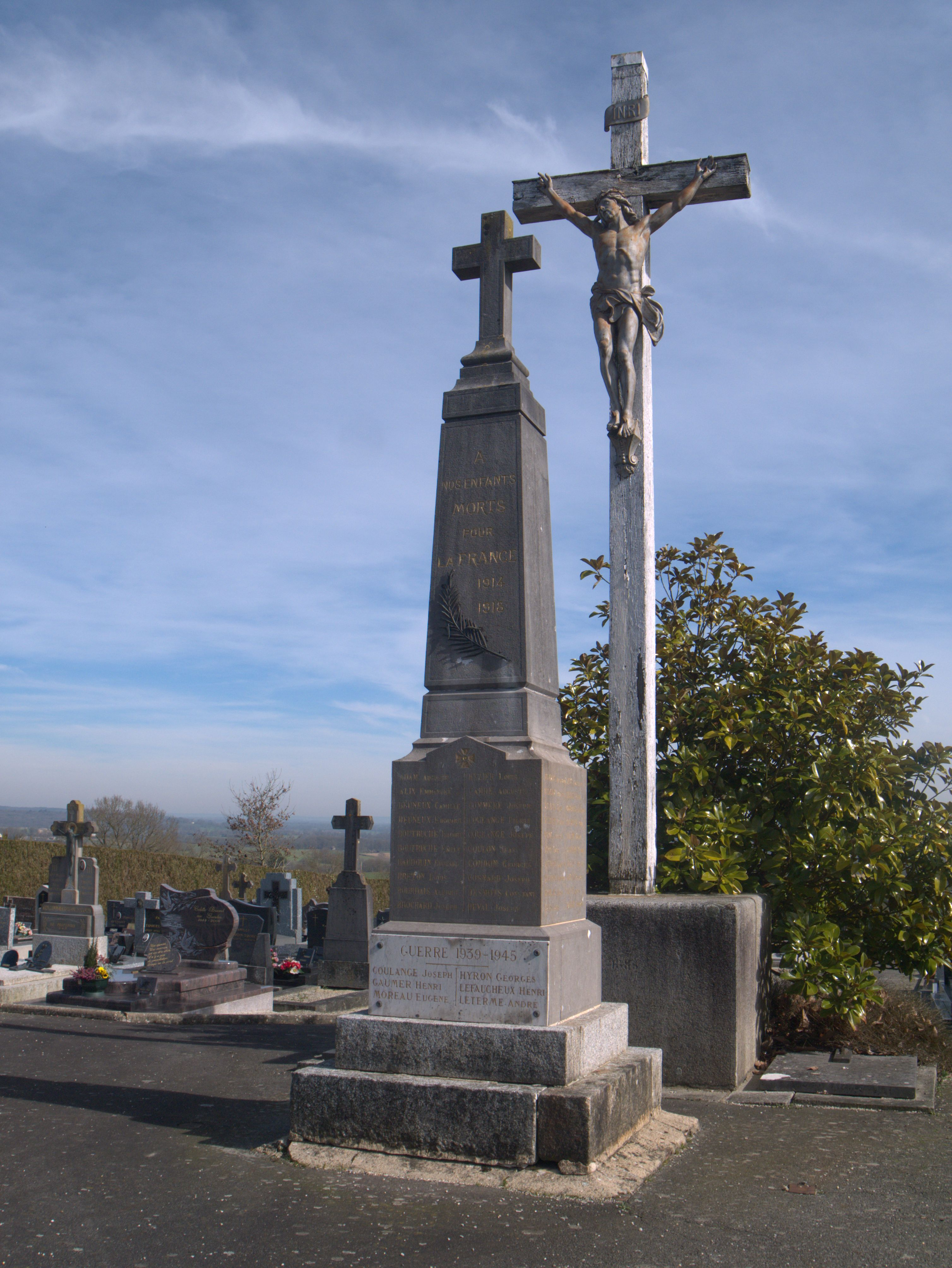
Le monument aux morts.

### Personnalités liées à la commune
- Auguste Beuneux (1900 à La Baconnière - 1964), syndicaliste et résistant.
- Leny Escudero, dont les parents s'étaient réfugiés à Mayenne, a fréquenté l'école qui aujourd'hui porte son nom.

### Héraldique
| Blason de La Baconnière | Blason  | D’argent, à une cloche d’azur et une bordure de gueules, maçonnée de sable. |
| Blason de La Baconnière | Détails | L’argent indique la présence d’anciens fours à chaux et de carrières d’argile. La cloche représente celle de Saint Sauveur où l’histoire locale raconte qu’un serpent ailé y aurait trouvé refuge avant d’être chassé. Elle est bleue pour rappeler les nombreux cours d’eau de la commune dont le Vicoin. La bordure rouge maçonnée comme un mur symbolise l’ancienne briqueterie qui a assuré la prospérité du village. Les ornements sont deux deux gerbes de maïs de sinople, fruitées d’or, mises en sautoir par la pointe et liées d’argent afin d’honorer l’activité agricole. Le listel d'argent porte le nom de la commune en lettres majuscules de sable. La couronne de tours dit que l’écu est celui d’une commune ; elle n’a rien à voir avec des fortifications. Le statut officiel du blason reste à déterminer. |

## Pour approfondir